# Сюзанна Рот
Сюзанна Рот (нар. 1950 — пом. 11 липня 1997 ) — швейцарська богемістка, літературний перекладач та критик.

## Історія
Сюзанна Рот народилась 1950 року у Вінтертурі, хоча точна дата і не встановлена. Вивчала романську та слов'янську філологію у Цюриху, Парижі та Празі. В 1972 році отримала стипендію в Карловому Університеті в Празі. 1982 року отримала докторський ступінь за дисертацію, побудовану на вивченні чеського письменника Богуміла Грабала. В 1992 році відкрила офіс організації Pro Helvetia, якою опікується швейцарський уряд. Згодом працювала директором цієї ж організації в Братиславі. Переклала понад 30 книг з чеської на німецьку, серед авторів — Даніела Годрова, Петр Художилов, Ладислав Кліма, Богуміл Грабал. В 1993 році стала першою лауреаткою нагороди Premia Bohemica, якою нагороджують закордонних перекладачів за поширення чеської літератури .

## Вшанування
Конкурс Сюзанни Рот проводиться з 2013 року для молодих перекладачів до 40 років. Організатори конкурсу Чеський Літературний центр у співпраці з чеськими центрами. В 2023 році проводиться в 17 країнах, включаючи Україну .